# Алісова Ніна Улянівна
Алісова Ніна Улянівна (рос. Алисова Нина Ульяновна; 16 грудня 1915, Київ — 12 жовтня 1996, Москва) — радянська акторка театру і кіно. Заслужена артистка РРФСР (1950). Лауреатка двох Сталінських премій (1941, 1946).

## Фільмографія
- 1929: «Темне царство» / Тёмное царство — гостя; ВУФКУ (Одеса)
- 1931: «Народження героїні» / Рождение героини — кумонька
- 1936: «Безприданниця» / Бесприданница — Лариса Дмитрівна Огудалова; реж. Я. Протазанов
- 1936: «Про дивацтва любові» / О странностях любви — Ірина; реж. Я. Протазанов
- 1937: «Як буде голосувати виборець» / Как будет голосовать избиратель — виборець
- 1938: «Нова Москва» / Новая Москва — Зоя Новікова
- 1940: «Дурсун» / Дурсун — Дурсун
- 1940: «Макар Нечай» / Макар Нечай — аспірантка Стахова; Київська кіностудія
- 1941: «Прокурор» / Прокурор — Джерен, студентка педучилища, комсомолка
- 1943: «Райдуга» / Радуга — Пуся, сестра Ольги, дружина лейтенанта Кравченка, коханка коменданта Київська кіностудія, реж. М. Донськой
- 1944: «Поєдинок» / Поединок — Наталія Михайлівна Осеніна, співачка
- 1947: «Алмази» / Алмазы — Варвара Меньшикова, геолог, наречена Сергія
- 1948: «Академік Іван Павлов» / Академик Иван Павлов — студентка Варвара Іванова, соратниця академіка
- 1956: «Посіяли дівчата льон» / Посеяли девушки лён — Ліза, дружина Григорія
- 1959: «Син Ірістона» / Сын Иристона — начальниця Владикавказької жіночої прогімназії Варвара Григорівна Шредерс
- 1960: «Дама з собачкою» / Дама с собачкой — дружина Гурова; реж. Й. Хейфиц
- 1964: «Тіні забутих предків» / Тени забытых предков — мати Іванова; Київська кіностудія, реж. С. Параджанов
- 1965: «До уваги громадян та організацій» / Вниманию граждан и организаций — дама з віями; Київська кіностудія, реж. А. Войтецький
- 1965: «Криниця для спраглих» / Родник для жаждущих — Параска; Київська кіностудія, реж. Ю. Іллєнко
- 1965: «Надзвичайне доручення» / Чрезвычайное поручение — Олена Францівна, есерка
- 1967: «Залізний потік» / Железный поток — Клавдія
- 1969: «Вибух після півночі» / Взрыв после полуночи — господиня будинку розпусти
- 1970: «Кремлівські куранти» / Кремлёвские куранты — дама з в'язанням
- 1970: «Любов Ярова» / Любовь Яровая — Наталія Іванівна Горностаєва, дружина професора
- 1970: «Сум'яття» / Смятение — мати Каті
- 1971: «Синє небо» / Синее небо — Надія Петрівна Свєтлова, професор, лікар-офтальмолог; Одеська кіностудія
- 1972: «Їхали в трамваї Ільф і Петров» / Ехали в трамвае Ильф и Петров — Василиса Олександрівна, секретар в редакції
- 1976: «Солодка жінка» / Сладкая женщина — Раїса Іванівна Шубкіна, мати Ларіка
- 1977: «Транссибірський експрес» / Транссибирский экспресс — артистка; реж. Е. Уразбаєв
- 1981: «Нехай він виступить» / Пусть он выступит — місіс Старкуетер; Укртелефільм, реж. О. Бійма
- 1981: «Сільва» / Сильва — графиня
- 1981: «Візьми очі в руки!» / Смотри в оба! — матінка-ігуменя
- 1985: «Картина» / Картина — Олександра Василівна, секретар Уварова
- 1987: «Випробувачі» / Испытатели — Ольга Михайлівна; Укртелефільм, реж. О. Бійма
- 1995: «Ширлі-мирлі» / Ширли-мырли — меломанка
- 1997: «Вино з кульбабок» / Вино из одуванчиков — епізод; Росія—Україна